# Poczekajka (gmina Ruda-Huta)
Poczekajka – kolonia w Polsce położona w województwie lubelskim, w powiecie chełmskim, w gminie Ruda-Huta.
W latach 1975–1998 miejscowość administracyjnie należała do województwa chełmskiego. 
Wieś stanowi sołectwo gminy Ruda-Huta. Według Narodowego Spisu Powszechnego (III 2011 r.) liczyła 106 mieszkańców i była szesnastą co do wielkości miejscowością gminy Ruda-Huta.
Wierni Kościoła rzymskokatolickiego należą do parafii św. Stanisława i Niepokalanego Serca Najświętszej Maryi Panny w Rudzie-Hucie.

## Historia
Wieś powstała jako kolonia niemiecka założona w 1872 r. Miejscowość wymieniona na mapie Józefa Michała Bazewicza (ilustrowany atlas Królestwa Polskiego z 1907 r.). W 1916 r. Poczekajka kolonia należała do gminy Staw. Mieszkały tam wówczas 123 osoby, w tym 5 Żydów. Według spisu rolnego z 2 sierpnia 1947 r. w miejscowości było 27 gospodarstw rolnych, uprawiano 149,69 ha ziemi